# Річард Берк
Річард Берк (англ. Richard Bourke; народився 4 травня 1777 року — помер 14 серпня 1855 року) — британський адвокат, офіцер і колоніальний адміністратор. У 1831-37 роках служив губернатором Нового Південного Уельсу.

## Біографія

### Військова кар'єра
Він закінчив юридичний факультет коледжу Крайст Черч в Оксфорді. Його двоюрідним братом був Едмунд Берк, вдома якого молодий Річард регулярно гостював під час шкільних та університетських канікул. У 1798 році він вступив до британської армії. Спочатку він служив у Нідерландах, потім його відправили до Південної Америки, де Берк, серед іншого, брав участь в облозі і захопленні Монтевідео в 1807 році. У 1821 році йому присвоєно перше генеральське звання. Незабаром після цього він пішов з армії і оселився у своїх родинних маєтках в Ірландії.

### Громадянська кар'єра
Річард швидко дійшов висновку, що його маєтки не приносять очікуваного доходу, і вступив на цивільну колоніальну службу. Спочатку він був одним з адміністраторів середнього рівня в Південній Африці, а в 1826-28 роках він обіймав посаду виконувача обов'язків губернатора Капської колонії. У 1831 році він був призначений губернатором Нового Південного Уельсу, що на той час було найважливішою посадою у всій британській адміністрації в австралійських колоніях.
Основним завданням, яке поставив перед собою Бурк після прибуття до Австралії, було збільшення ролі колишніх засуджених та їхніх нащадків у діяльності колонії, а також поліпшення їхніх умов життя. Це зустріло дуже сильний опір консервативних кіл, нащадків вільних поселенців та солдатів, що охороняли засуджених і прагнули до статусу колоніальної аристократії. З цією метою він реформував, перш за все, колоніальну судову систему, вилучивши з неї останні елементи військового судочинства та запровадивши систему на основі присяжних у кримінальних справах, подібних до тієї, що діяла в Англії. Він також обмежив використання бичування засуджених, запровадивши обмеження на кількість ударів бичем, які можуть бути призначені судом (ця межа була встановлена на рівні 50 ударів битами, що стало значним прогресом, оскільки раніше в Австралії навіть передбачали штраф у 1000 ударів, що часто призводило до смерті в агонії). Він також дозволив колишнім засудженим бути присяжними.
Берк також реформував правила придбання землі в колонії, запровадивши принцип, що в Новому Південному Уельсі немає нічиєї землі — вся земля, яка ще не зайнята приватними власниками, належить Короні і її можна придбати лише у неї. Він позбавив будь-якої юридичної сили угоди про купівлю землі з аборигенами (які зазвичай укладалися таким чином, щоб скористатися набагато нижчим цивілізаційним рівнем аборигенів, які погодилися віддати великі площі землі за відносно малоцінні предмети, наприклад дешеві прикраси). Він також зробив усі християнські конфесії рівними в правах, позбавивши Англіканську Церкву статусу державної Церкви в колонії.
Після закінчення терміну на посаді губернатора він повернувся до Ірландії, де прожив ще 18 років. Помер 1855 року у віці 78 років.